# Csót, Veszprém
Csót  este un sat în districtul Pápa, județul Veszprém, Ungaria, având o populație de 1.024 de locuitori (2011). 

## Demografie
Componența etnică a satului Csót
     Maghiari (96,28%)
     Romi (3,3%)
     Germani (0,41%)
Componența confesională a satului Csót
     Romano-catolici (60,16%)
     Fără religie (11,13%)
     Luterani (7,23%)
     Reformați (1,86%)
     Necunoscută (19,63%)
     Alte religii (0,68%)
Conform recensământului din 2011, satul Csót avea 1.024 de locuitori. Din punct de vedere etnic, majoritatea locuitorilor (96,28%) erau maghiari, cu o minoritate de romi (3,3%).  Din punct de vedere confesional, majoritatea locuitorilor (60,16%) erau romano-catolici, existând și minorități de persoane fără religie (11,13%), luterani (7,23%) și reformați (1,86%). Pentru 19,63% din locuitori nu este cunoscută apartenența confesională.